# Ford Popular
Ford Popular är en personbil, tillverkad i två generationer av biltillverkaren Fords brittiska dotterbolag mellan 1953 och 1962.

## 103E (1953-59)
Sedan Anglia 100E presenterats 1953 fortsatte tillverkningen av den äldre E494A-modellen, nu under namnet Ford Popular 103E. Bilen fick den större sidventilsmotorn från Prefect E493A, i övrigt lämnades den oförändrad. Karossens formgivning var föråldrad, liksom tekniken under den med ett separat chassi med stela hjulaxlar upphängda i tvärliggande bladfjädrar och mekaniska bromsar, men Ford Popular var den billigaste bilen i Storbritannien under 1950-talet.

## 100E (1959-62)
När Anglia 100E ersattes av 105E-modellen 1959 blev den äldre bilen Ford Popular 100E. Det var en betydligt modernare bil än företrädaren, med självbärande kaross, individuell hjulupphängning fram med MacPherson fjäderben och hydrauliska bromsar, men Popular låg ändå en generation efter Anglia och bilen behöll den trötta sidventilsmotorn och den treväxlade växellådan. För att behålla det låga priset på Popular-modellen hölls utrustningsnivån på ett minimum. 